# Трушки
Тру́шки — село в Україні, у Білоцерківському районі Київської області. Населення становить 2,5 тисяч осіб.

## Історія
Село Трушки засноване у XVII столітті. Є згадка про те, що коронний польний гетьман Станіслав Жолкевський у 1596 році «поспішно залишив Пиків і попрямував до Білої Церкви. Не дійшовши за 4 милі до міста, Жолкевський зупинився у Тришках [Трушках] на ночівлю, але, почувши тут гарматний гул, кинув стоянку і поквапився рушити далі».
У часи Київської козаччини селяни відмовились виконувати панщину й вимагали землі та волі. Для придушення антифеодальних виступів селян влада вдалася до військової сили. Багато трушківських жителів було вбито і заарештовано.
Трушки, село при річці Роставиця, недалеко від впадання її в Рось; отримало назву по дворянському польському прізвищу герба Боньчи, яка пишеться: «З Трушок Трушківські» (див. Гербовник Несецького): «У давній час місце, на якому розкинуте село, було вкрито лісом і очеретом. На початку минулого століття, як видно з актів, околиці села вважалися вже степовими. У 1740 році, в Трушках було 60 хат і до 400 жителів обох статей. Нині 2111 православних, 15 римських католиків і 16 євреїв. Церква в ім'я Святителя Василя Великого, дерев'яна, побудована в 1742 році на місці давньої, описаної у візиті 1740 року Білоцерківського деканату), яка існувала з 1726 року. У цій же візиті значиться, що на початку минулого століття, священиком в Трушках був Роман Миколаєвич, освячений в Переяславі та який був у єднанні з православно-католицькою церквою до 1737 року, в якому, за наполяганням старости Білоцерківського, впав в унію. Нинішня церква відремонтована в 1858 році, розширена і пофарбована. По штатах відноситься до 4-го класу; землі має 42 десятини з хутором в лісі».
Метричні книги, клірові відомості, сповідні розписи церкви Святого Василя Великого села Трушки Трушківської волості Васильківського повіту Київської губернії зберігаються в ЦДІАК України.
У 1905–1907 pp. селяни Трушок також виступали проти поміщика, спалили фільварок.
За часів незалежності України до середини 2017 року село входило до складу Трушківської сільської ради, а після утворення Фурсівської сільської об'єднаної територіальної громади, до складу якої село увійшло разом із селом Безугляки, належить до Фурсівської сільської ради Білоцерківського району.

## Голодомор-геноцид 1932—1933 років
З клірових відомостей (історичний нарис Володимир Перерви «Храм Василія Великого у селі Трушки») маємо дані, що до Голодомору в селі проживало майже 5000 жителів.
Колгосп утворений у 1932 році. Кількість розкуркулених не встановлена і їхні прізвища невідомі.
За свідченнями очевидців, загальна кількість померлих у селі — понад 100 чоловік. Могили померлих під час Голодомору розташовані на північній околиці села на кладовищі. Тут в 1993 році встановлено дерев'яний хрест з написом: «Жертвам Голодомору 1933 року».
Також в центрі села встановлено пам'ятник жертвам геноциду.

## Населення

### Мова
Розподіл населення за рідною мовою за даними перепису 2001 року:
| Мова       | Відсоток |
| ---------- | -------- |
| українська | 97,55%   |
| російська  | 2,29%    |
| інші       | 0,16%    |

## Люди
У селі народилися:
- Грищенко Микита Минович (1900—1987) — український радянський педагог, доктор педагогічних наук, професор, заслужений діяч науки УРСР.
- Козаченко Григорій Якович (1900/1901—1970) — український актор, Народний артист УРСР.

## Фотографії

Пам'ятник жертвам Голодомору в Україні 1932—1933 рр.
Меморіал загиблим односельцям (панорама). На кожній плиті зо два десятки прізвищ
Трушківська середня школа в центральній частині села
Вхід до Трушківської сільської ради, бібліотеки та інших громадсько-адміністративних закладів

## Також
- Перелік населених пунктів, що постраждали від Голодомору 1932—1933 (Київська область)